# Rhodophiala chilensis
Rhodophiala chilensis är en amaryllisväxtart som först beskrevs av L'hér., och fick sitt nu gällande namn av Hamilton Paul Traub. Rhodophiala chilensis ingår i släktet Rhodophiala och familjen amaryllisväxter. Inga underarter finns listade i Catalogue of Life.